# Las mil caras de Nyarlathotep
Las mil caras de Nyarlathotep es una antología de relatos de horror cósmico inspirada en el universo de Howard Phillips Lovecraft, que da continuidad a la línea editorial iniciada por Edge Entertainment en 2011 con Los nuevos Mitos de Cthulhu.
Dirigida por el escritor Rubén Serrano Calvo y realizada bajo el sello de Nocte, la Asociación Española de Escritores de Terror, cuenta con la participación de consagrados autores de género fantástico.
Los relatos se centran en la figura de Nyarlathotep, un dios primigenio creado por Lovecraft, capaz de adoptar diferentes  avatares para así poder llevar a cabo sus oscuros planes.
El libro acompañó al relanzamiento, en 2012, de la campaña de La llamada de Cthulhu titulada Las Máscaras de Nyarlathotep, editada originariamente por Chaosium en los años ochenta.

## Relatos
La obra consta de un total de 16 relatos:
- El horror acecha, de Rubén Serrano
- Masa encefálica, de  Julián Sánchez Caramazana
- La Sombra tras Fukushima, de  Juan Díaz Olmedo
- Caperucita Roja y el Circo de los Susurros, de  José María Tamparillas
- Un eclipse desafortunado, de Miguel Puente Molins
- El Rey del Otoño, de  J. J. Castillo
- La segunda naturaleza, de Ángel Luis Sucasas
- Las flores de Tefía, de  Javier Quevedo Puchal
- Vigilia, de Anna Morgana Alabau
- Embaucadores, de Roberto J. Rodríguez
- Non describitur, de Andrés Abel
- La religión es el opio del pueblo, de  Juan José Hidalgo Díaz
- Trepanaciones, de Juan Ángel Laguna Edroso
- El tormento del embajador, de  Joaquín Fernand
- La Feria Amarilla, de Carlos L. Hernando
- La casa del sueño, de  José Luis Cantos